# Ivane II Orbeli
 (mai 2024).
Ivane II Orbeli est un fonctionnaire de la Cour du Royaume de Géorgie, occupant les fonctions d' Amirspasalar (commandant en chef) et de Mandaturtukhutsesi (seigneur haut mandant).

## Biographie
Selon Vardan Areveltsi, le roi géorgien David V a été empoisonné par Sumbat et Ivane Orbeli qui avaient conclu un accord avec le prince George selon lequel il les nommerait généraux. En 1156, Ivane Orbeli fut en effet récompensé par George III avec le poste d' Amirspasalar (commandant en chef).
Lorsque le roi George III captura Ani en 1161, il nomma Ivane gouverneur. La même année, une coalition musulmane composée de Shah-Armens, Saltukids et Artuqids a subi une défaite lorsqu'elle a tenté de reprendre Ani aux Géorgiens.
En 1163, une deuxième coalition fut dirigée par l'atabeg Shams al-Din Ildeniz, Eldigüz qui vainquit le roi géorgien. George III fut contraint de remettre Ani au frère de Fadl ibn Mahmud, Shahanshah ibn Mahmud . Les Shaddadids ont gouverné Ani pendant environ 10 ans en tant que vassaux des Eldiguzides, mais en 1174, George III a capturé Shahanshah comme prisonnier et a repris Ani une fois de plus, et a renommé Ivane Orbeli comme gouverneur,.